# Йосиповка (Николаевская область)
Йосиповка (укр. Йосипівка) — село в  Первомайском районе Николаевской области Украины.
Основано в 1795 году. Население по переписи 2001 года составляло 186 человек. Почтовый индекс — 56325. Телефонный код — 5135. Занимает площадь 1,3 км².

## Местный совет
56323, Николаевская обл., Врадиевский р-н, с. Гуляницкое, ул. Ленина, 80